# EWS4800
EWS4800は、日本電気（NEC）が開発・製造していたエンジニアリングワークステーション（およびそのシリーズ）の番号名称である。パソコンPC-9800シリーズの通称「キュウハチ」に対して、（後発のUP4800シリーズも合わせ）「ヨンパチ」と呼ばれることもあった。

## 歴史
EWS4800は1986年9月に発表された。CPUのプロセッサは68020、当時ワークステーションには定番であったUnixとしてはSysVベースのEWS-UX/Vを用意した。高機能・高性能のグラフィクスプロセッサのサポートによる「NECウィンドウ」と称するウィンドウシステムが当初は提供された。その後、1990年5月発表のR3000採用機種以降はCPUのプロセッサをMIPSに変更した。
またMIPS化と前後してシステムソフトウェアに関して、EWS-UXのSVR4（SysV Release 4）ベースへのバージョンアップ、ウィンドウシステムにX Window Systemの採用など新世代化も進み、CAD/CAM系のグラフィックワークステーションやエンジニアリングワークステーションとしてシェアを伸ばした。
しかしその後、いわゆるPCサーバ（と、こんにち呼ばれているような分類に相当する製品群）に押され、1997年5月に発売したIAサーバExpress5800/50シリーズに始まる5800シリーズ（ゴーハチ）に主力商品の座を譲り、4800シリーズは、2001年11月に最終製品 EWS4800/530を出荷し、2006年3月にはシリーズ全機種が出荷停止となった。

## 一覧

### 68k系
- EWS4800 (1986年) デスクサイド、CPU：MC68020 16MHz、メモリ：最大32Mバイト
  - グラフィックス：1280×1024ドット、1677万色中256色同時表示、ウィンドウ制御用グラフィックプロセッサ装備。
- EWS4800/10 デスクトップ、CPU：MC68020 16MHz
  - 拡張スロット：VMEバス×2（以下、CISCベースのEWS4800では拡張バスは基本的にVMEバス
- EWS4800/50 デスクサイド、CPU：MC68020 20MHz
- EWS4800/2 デスクトップ薄型、CPU：MC68030 16MHz
- EWS4800/4 デスクトップ薄型、CPU：MC68030 33MHz
- EWS4800/20 デスクトップ、CPU：MC68030 33MHz
- EWS4800/60 デスクサイド、CPU：MC68030 33MHz
- EWS4800/30 デスクトップ、CPU：MC68030 50MHz
- EWS4800/15 デスクトップ、CPU：MC68040 25MHz
- EWS4800/15+ デスクトップ、CPU：MC68040 25MHz
- EWS4800/30A デスクトップ、CPU：MC68040 25MHz
- EWS4800/35 デスクトップ、CPU：MC68040 25MHz
- EWS4800/75 デスクサイド、CPU：MC68040 25MHz

### MIPS系
- EWS4800/220 (1990年) デスクトップ、CPU：R3000 30MHz、メモリ：最大32Mバイト
  - グラフィックス：1280×1024ドット、自社製グラフィックスアクセラレータ装備
- EWS4800/260 (1990年) デスクサイド、CPU：R3000 33MHz、メモリ：最大384Mバイト
- EWS4800/120LT,130LT ラップトップ、CPU：vR3600 25MHz
- EWS4800/210,210II 小型デスクトップ、CPU：R3000 25MHz
- EWS4800/230 デスクトップ、CPU：R3000 33MHz
- EWS4800/110LT,140LT,150LT ラップトップ、CPU：R4000PC 80MHz
- EWS4800/310,320 デスクトップ、CPU：R4000PC 80MHz
- EWS4800/330 デスクトップ、CPU：R4400PC 133MHz
- EWS4800/310LC,320EX,330EX デスクトップ、CPU：R4400PC 150MHz
- EWS4800/110N ノート、CPU：VR4200 80MHz
- EWS4800/110NII ノート、CPU：R4600 120MHz
- EWS4800/310EC オールインワン（液晶モニタ付デスクトップ）、CPU：R4600 120MHz
- EWS4800/310PX デスクトップ、CPU：R4600 133MHz
- EWS4800/310ECII オールインワン、CPU：R4700 133MHz
- EWS4800/310LX デスクトップ、CPU：R4700 150MHz
- EWS4800/350 デスクトップ、CPU：R4000SC 100MHz
- EWS4800/380 デスクサイド、CPU：R4000SC 100MHz
- EWS4800/360 デスクトップ、CPU：R4400SC 133MHz
- EWS4800/320SX,360AD デスクトップ、CPU：R4400SC 150MHz
- EWS4800/320VX,320PX,330PX,360EX,360SX デスクトップ、CPU：R4400SC 200MHz
- EWS4800/360MP,360PX ミニタワー、CPU：R4400MC 200MHz×2
- EWS4800/360PXII ミニタワー、CPU：R4400MC 250MHz×2
- EWS4800/410 デスクトップ、CPU：R5000PC 180MHz
- EWS4800/420 デスクトップ、CPU：R5000SC 200MHz
- EWS4800/410AD デスクトップ、CPU：R5000PC 200MHz
- EWS4800/430 デスクトップ、CPU：R10000 200MHz
- EWS4800/460,470 ミニタワー、CPU：R10000 200MHz×2
- EWS4800/430EX デスクトップ、CPU：R10000 250MHz
- EWS4800/530 デスクトップ、CPU：R12000 300MHz
- EWS4800/570 ミニタワー、CPU：R12000 300MHz×2
- EWS4800/570AD ミニタワー、CPU：R12000 400MHz×2
- EWS4800/570EX ミニタワー、CPU：R14000 450MHz×2

拡張スロットは、VMEバス→APバス→PCI32ビット/EISA→PCI64ビットと変遷している。ノート型などはPCMCIA。

## 注
1. ↑  NECはPC-9801シリーズ用「GDC」など、当時グラフィクスプロセッサの先進的メーカのひとつだった。
2. ↑  後に、X Window SystemがUnixのデファクトスタンダードとなったため、そちらも提供した。